# Carvalhal (Grândola)
Carvalhal é uma povoação portuguesa sede da Freguesia de Carvalhal do Município de Grândola, freguesia com 82,0 km² de área e 1518 habitantes (censo de 2021), tendo, por isso, uma densidade populacional de 18,5 hab./km².
A freguesia foi criada em 1988 pela Lei n.º 29/88, de 1 de fevereiro, com lugares desanexados da Freguesia de Melides.

## Demografia
A população registada nos censos foi:
| Ano  | 0-14 Anos | 15-24 Anos | 25-64 Anos | > 65 Anos |
| 2001 | 180       | 181        | 1038       | 201       |
| 2011 | 154       | 132        | 1103       | 241       |
| 2021 | 114       | 111        | 1032       | 261       |

## Vida económica
As principais atividades económicas desta freguesia são a agricultura, silvicultura, serralharia, carpintaria e serração, panificação, construção civil, comércio, serviços e turismo.

## História
A ocupação mais antiga da zona do Carvalhal remonta ao Mesolítico, época da qual existem diversas estações no curso do rio Sado.
As terras da margem esquerda do Sado, incluindo o Carvalhal, pertenceram à Casa do Infantado, que foi constituída em 1645. Em 1836, na sequência das Revoluções Liberais, a Casa do Infantado é extinta e os seus bens são vendidos em hasta pública.
Na Carta Agrícola elaborada em 1890 o Carvalhal surge designado apenas como sítio. A urbanização e fixação de populações no que é hoje o Carvalhal, iniciou-se na década de 1960 quando a Herdade da Comporta foi adquirida pela família Espírito Santo.
O Carvalhal pertenceu ao concelho de Santiago do Cacém até 1895 quando passou para a freguesia de Melides. Em 1987 foi criada a freguesia do Carvalhal.
A principal riqueza histórica da freguesia do Carvalhal é, sem dúvida, as ruínas romanas de Troia.
O início da presença romana na Península Ibérica remonta a 218 a.C.. Com a vitória, em 206 a.C., dos romanos sobre os cartagineses, Roma ficou, definitivamente, dona e senhora da Península Ibérica. No entanto foi só em 138 a.C. e 137 a.C.. que ocorreram as primeiras investidas romanas no actual território português.
A península de Troia é uma faixa de areia localizada na margem esquerda do estuário do rio Sado. A origem do nome Troia é, ainda hoje, desconhecida.
Durante a ocupação romana Troia era uma ilha do delta do Sado, denominada Alcalá.
O complexo industrial de Troia deverá ter iniciado a sua laboração na época da dinastia dos Júlios-Cláudios, tendo o seu abandono ocorrido cerca do século VI d.C.
Em Troia existem vestígios da actividade industrial, de que são bem visíveis os vários núcleos de fábricas, que eram formadas por tanques, cetárias, de várias dimensões, tinham cobertura e abastecimento de água doce e caldeiras em toda a área de laboração.
Da vida urbana são visíveis as ruínas do conjunto de habitações da Rua da Princesa e as termas. As termas são o único edifício público, até hoje, identificado.
Dos edifícios de carácter religioso existentes em Troia destaca-se a basílica paleocristã, de quatro naves, com forma irregular. Nas partes conservadas das paredes são visíveis pinturas a fresco, que nalgumas zonas, imitam mármores. Os temas das pinturas são os florões e geométricos, numa gama de inspiração que não parece anterior ao século VI, como refere Carlos Alberto Ferreira de Almeida.
Num período mais tardio a basílica recebeu uma espécie de ábside quadrangular, por forma a adaptar-se ao serviço religioso da época.
Troia possui uma necrópole que acompanha, em termos evolutivos, o longo período de ocupação do local. Num primeiro momento a prática utilizada é a incineração, comum a todos os povos indo-europeus, que está representada pela sepultura de Galla, do século I d.C.
No século II d.C. começou a impôr-se a prática de inumação, em consequência da influência crescente das religiões oriundas da Pérsia e do Mediterrâneo Oriental, o culto Mitraico e o Cristianismo.
Próprio deste tipo de práticas funerárias é o mausoléu, construído numa época em que o complexo industrial de Troia estava já em regressão. O mausoléu de planta rectangular e paredes reforçadas por contrafortes, tem o pavimento completamente preenchido por sepulturas de inumação e nichos nas paredes, onde poderiam ter sido depositadas urnas.
O carácter religioso do local manteve-se até à actualidade, através da capela de Nossa Senhora de Troia.
Existem referências às ruínas romanas de Troia desde o século XVI, 1516, quando Gaspar Barreiros refere as salgadeiras em que se curava o peixe. João Baptista Lavanha refere também o local em 1622, referindo os tanques de salga, mas também ruínas de edifícios.
Foi no século XVIII que, por iniciativa da futura D. Maria I, tiveram lugar as primeiras escavações arqueológicas, dando-se a conhecer as casas da chamada Rua da Princesa.
Seguiu-se um período de interregno, até 1850, quando a Sociedade Arqueológica Lusitana promove novas escavações.

## Património
- Ruínas romanas de Troia[7]
- Cabanas de Colmo: Habitações de trabalhadores rurais e salineiros. Construídas com os materiais abundantes na zona: junco, estorno, cana, com estrutura em madeira.
- Capela de Nossa Senhora de Troia

Outros Locais: Chafariz, praias do Pego, Carvalhal, Comporta, SolTroia e Troia

## Festas e Romarias
- Festa de São Romão (9 de agosto)
- Marchas populares (Sto. António)
- Animação de Verão
- Festa de Nª. Sra. de Troia (agosto)
- FesTroia (Festival de Cinema Internacional)

## Gastronomia
- Caldeirada e ensopado de enguias
- Arroz de marisco
- Açordas

## Artesanato
Cabanas em colmo, pintura de vitrais e cerâmica, rendas e bordados e quadros em escamas de peixe

## Colectividades
- Juventude Desportiva do Carvalhal
- Clube de Golfe de Troia
- Associação Desportiva Recreativa do Estabelecimento Prisional do Pinheiro da Cruz
- Centro Social do Carvalhal (instituição)

## Feiras
Mensal (1.ª sexta-feira)

## Fauna
Na Comporta ao longo do arrozal existem: Galinha-d'água, Cegonha branca, Garça-real, Sapo parteiro, Tritão.

## Eleições para a Assembleia de Freguesia
- 2001
- PS- 399  (5 mandatos)
- PCP-PEV- 357  (5 mandatos)
- PPD/PSD- 30   (0 mandatos)
- Nulos- 4
- Brancos- 4
- 2005
- PCP-PEV- 395- (5 mandatos)
- PS - 316   (4 mandatos)
- PPD/PSD - 22   (0 mandatos)
- Nulos- 7
- Brancos- 22